# Mari Rantanen
Mari Rantanen (Lappeenranta, 29 maart 1976) is een Finse politica die vanaf 2023 de rol van minister van Binnenlandse Zaken vervult in het kabinet-Orpo. Rantanen vertegenwoordigt de Finnenpartij als parlementslid voor de kieskring van Helsinki.

## Biografie
Voordat Rantanen politica werd voor de Finnenpartij is ze onder meer verpleegkundige en politie-agent geweest. Ze woont met haar partner en dochter in Helsinki.
Sinds haar aanstelling als minister kwamen meerdere vroegere controversiële uitspraken naar boven, zoals dit ook gebeurde voor andere leden van de Finnenpartij. Rantanen heeft regelmatig haar steun geuit voor de extreemrechtse omvolkingstheorie. Ook schreef zij dat vluchtelingen die de Middellandse Zee oversteken met geweld gestopt moeten worden en toonde zij overeenstemming met uitspraken die vluchtelingen "verdrinkende parasieten" noemden.